# Aselsan
Аселсан ( тур. Aselsan  , акронім : As kerî El ektronik San ayi, Military Electronic Industries ), Aselsan A.Ş., -- є турецькою оборонною корпорацією зі штаб-квартирою в Анкарі, Туреччина. Основним напрямком діяльності є дослідження, розробка та виробництво перспективної військової продукції для повітряних, сухопутних і морських сил. Компанія є одним з основних підрядників Збройних сил Туреччини . Defense News зарахувала Aselsan до 48-ї найбільшої оборонної компанії з точки зору доходу. Засновником і основним акціонером є Turkish Army Foundation.

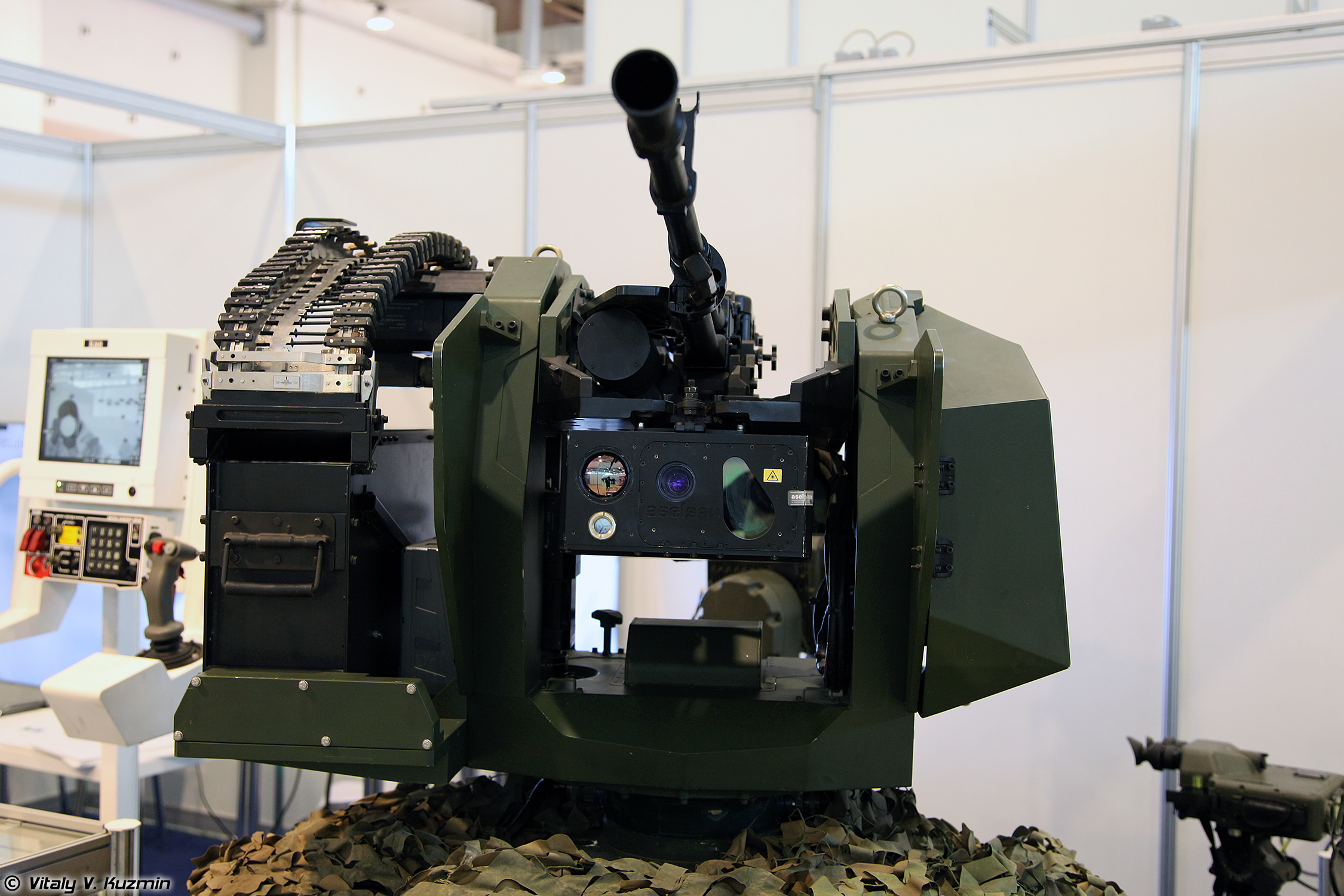
Дистанційна модуль Aselsan SARP.

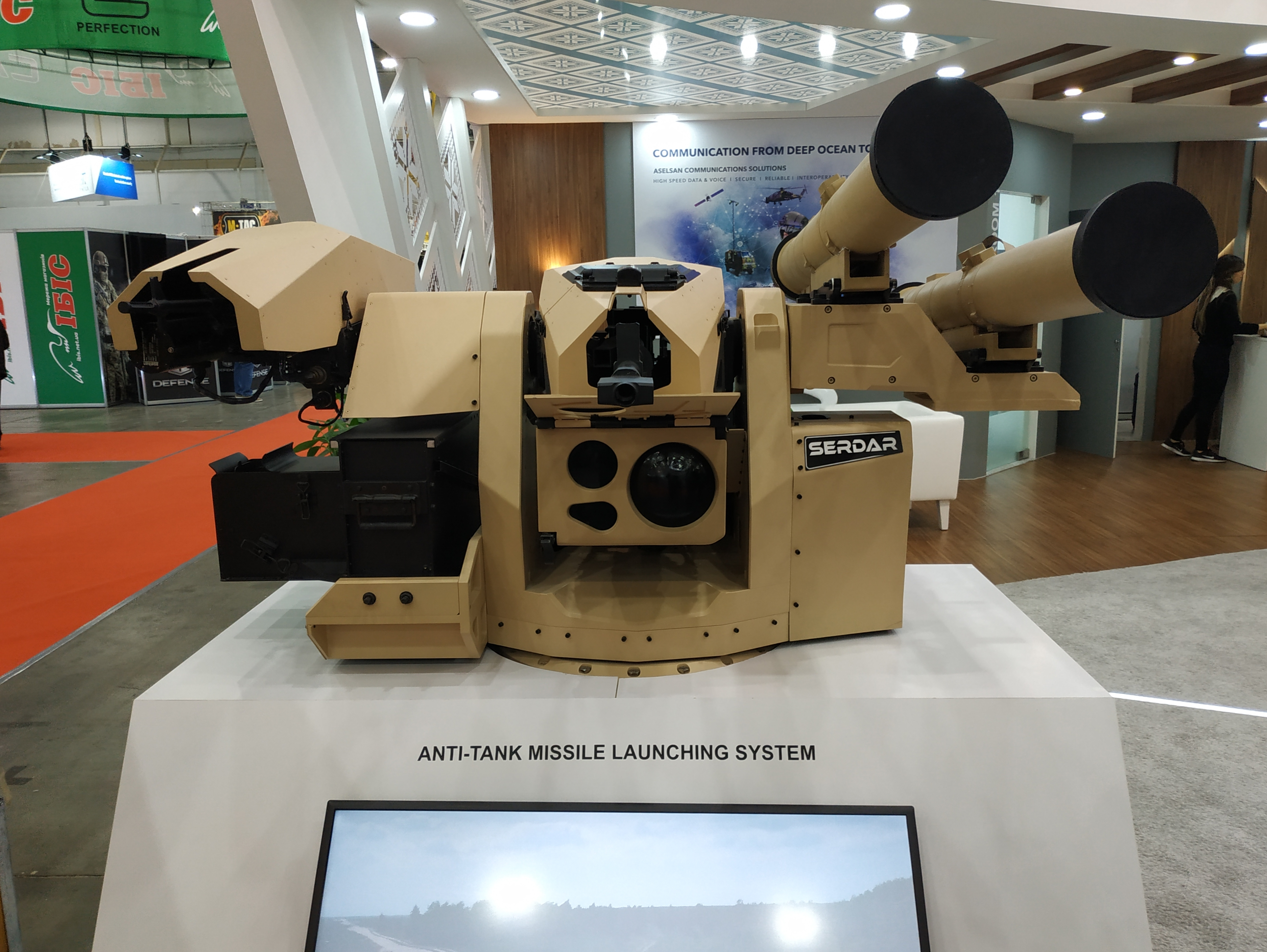
Система запуску протитанкових ракет Aselsan Serdar з дистанційною модулем озброєння.

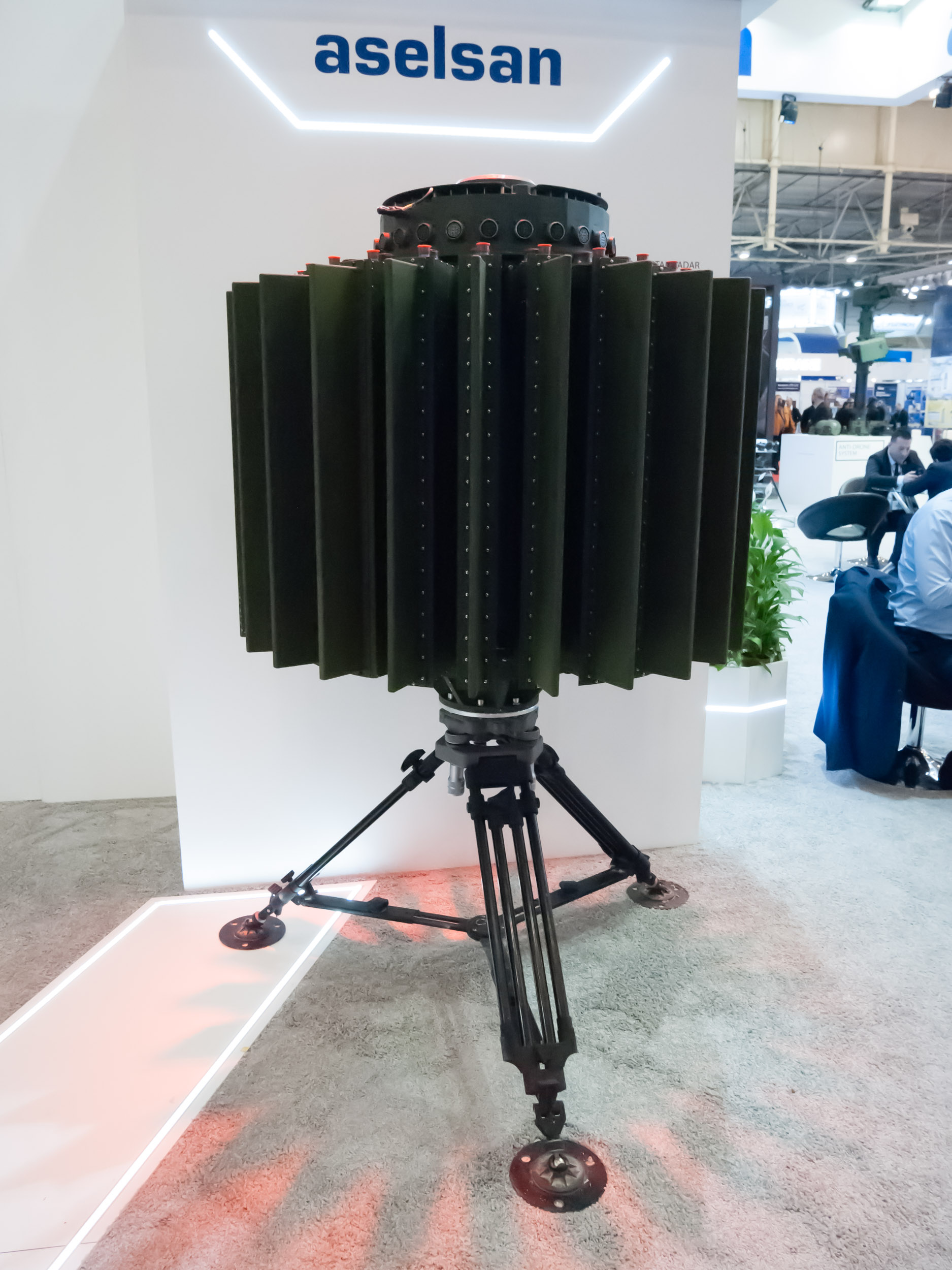
Протимінометний радар Aselsan Serhat.

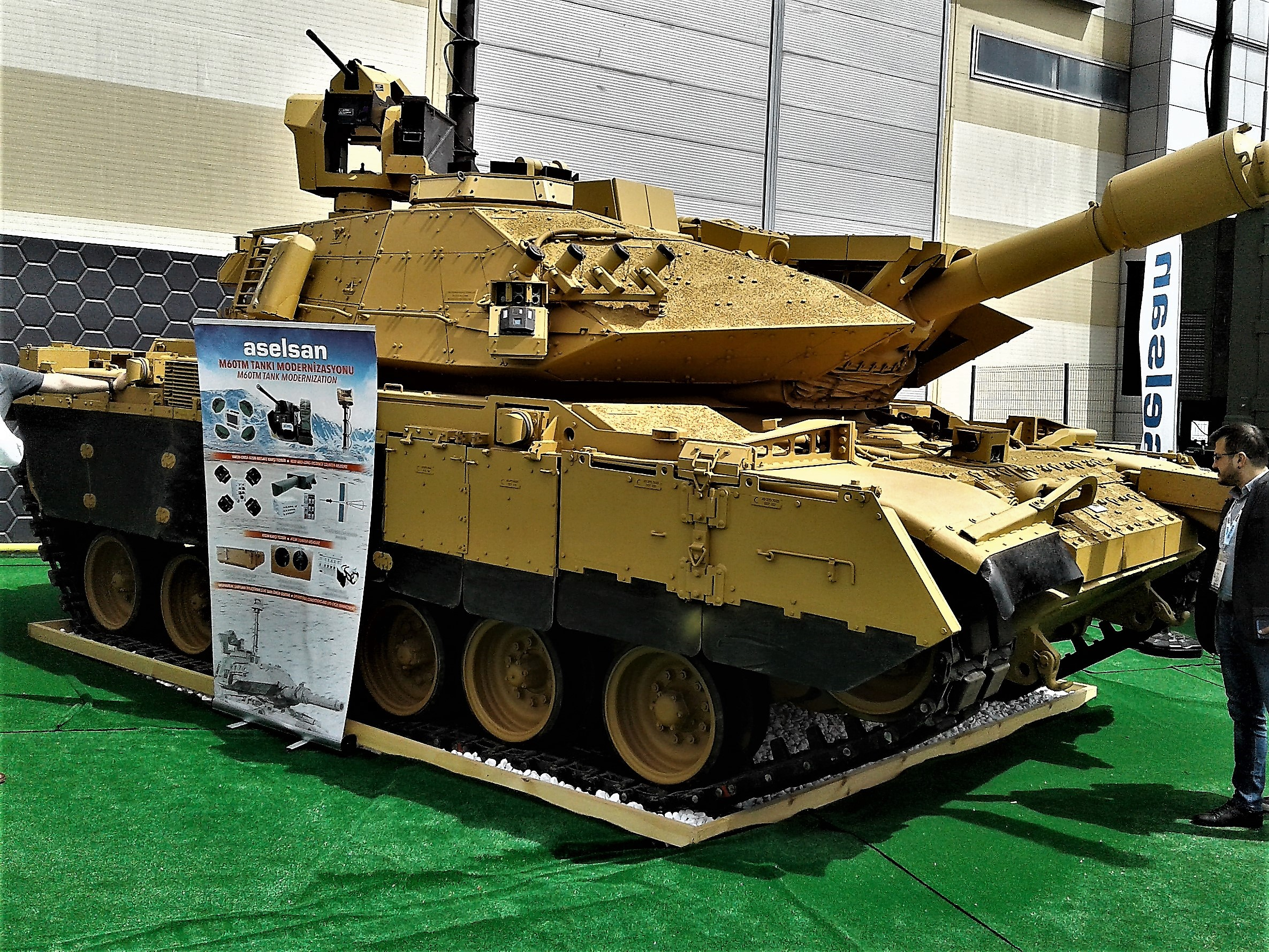
M60TM модернізований Aselsan

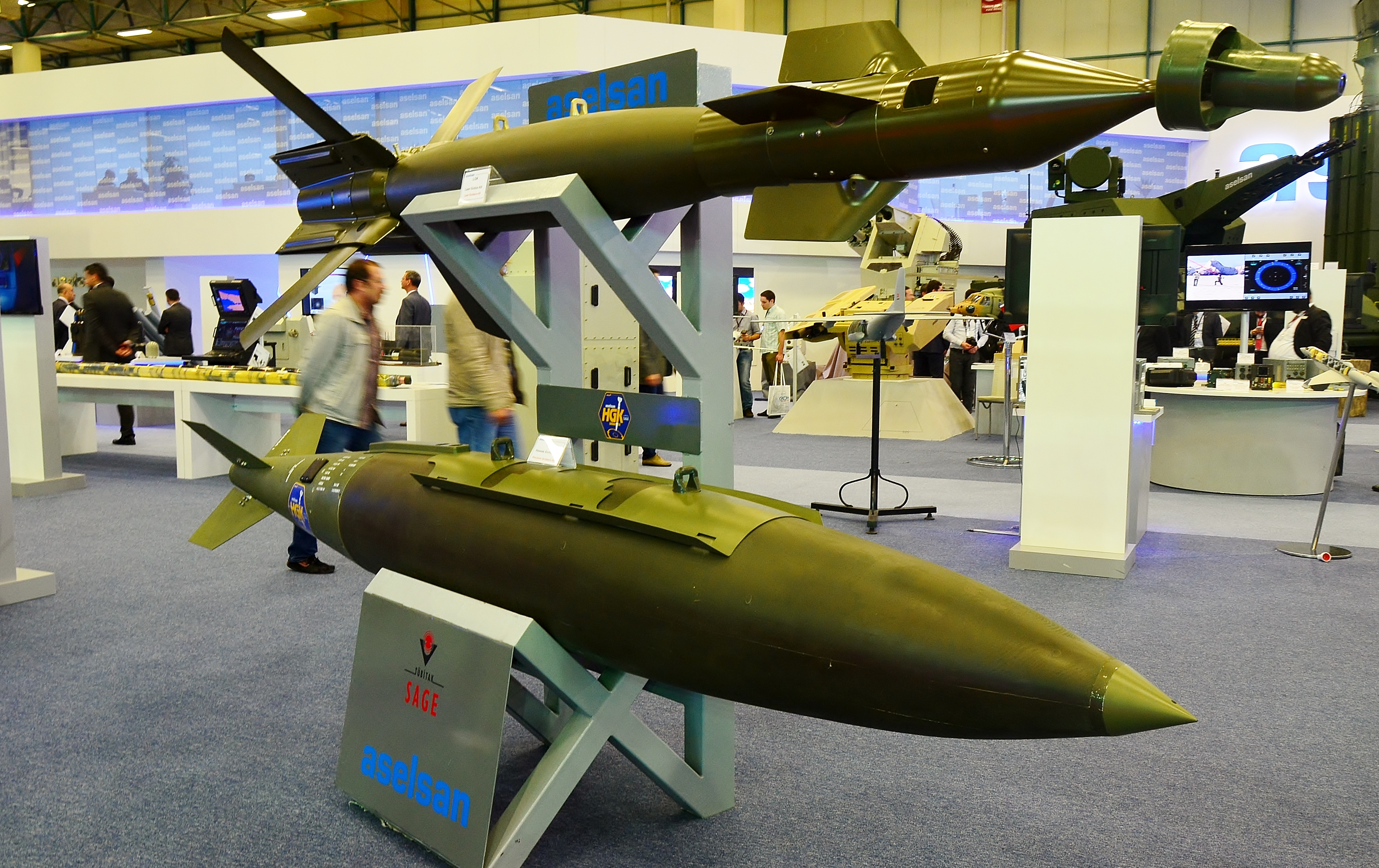
Комплект точного наведення HGK TÜBİTAK SAGE та Aselsan на IDEF 2015

## Історія
Aselsan була заснована Фондом армії Туреччини в 1975 році після рішення США накласти ембарго на Туреччину через Кіпрську операцію.  Першим генеральним директором ASELSAN був М. Хачім Камой. 
На початку 1979 року, після інвестицій (наприклад, карткових платіжних систем)  і періоду створення інфраструктури, ASELSAN розпочав своє виробництво на підприємствах Macunköy в Анкарі .  З тих пір ASELSAN розширила свій асортимент продуктів і клієнтів, здебільшого базуючись на місцевих дослідженнях і розробках, місцевому персоналі, а також у співпраці з іншими турецькими дослідницькими установами та університетами.

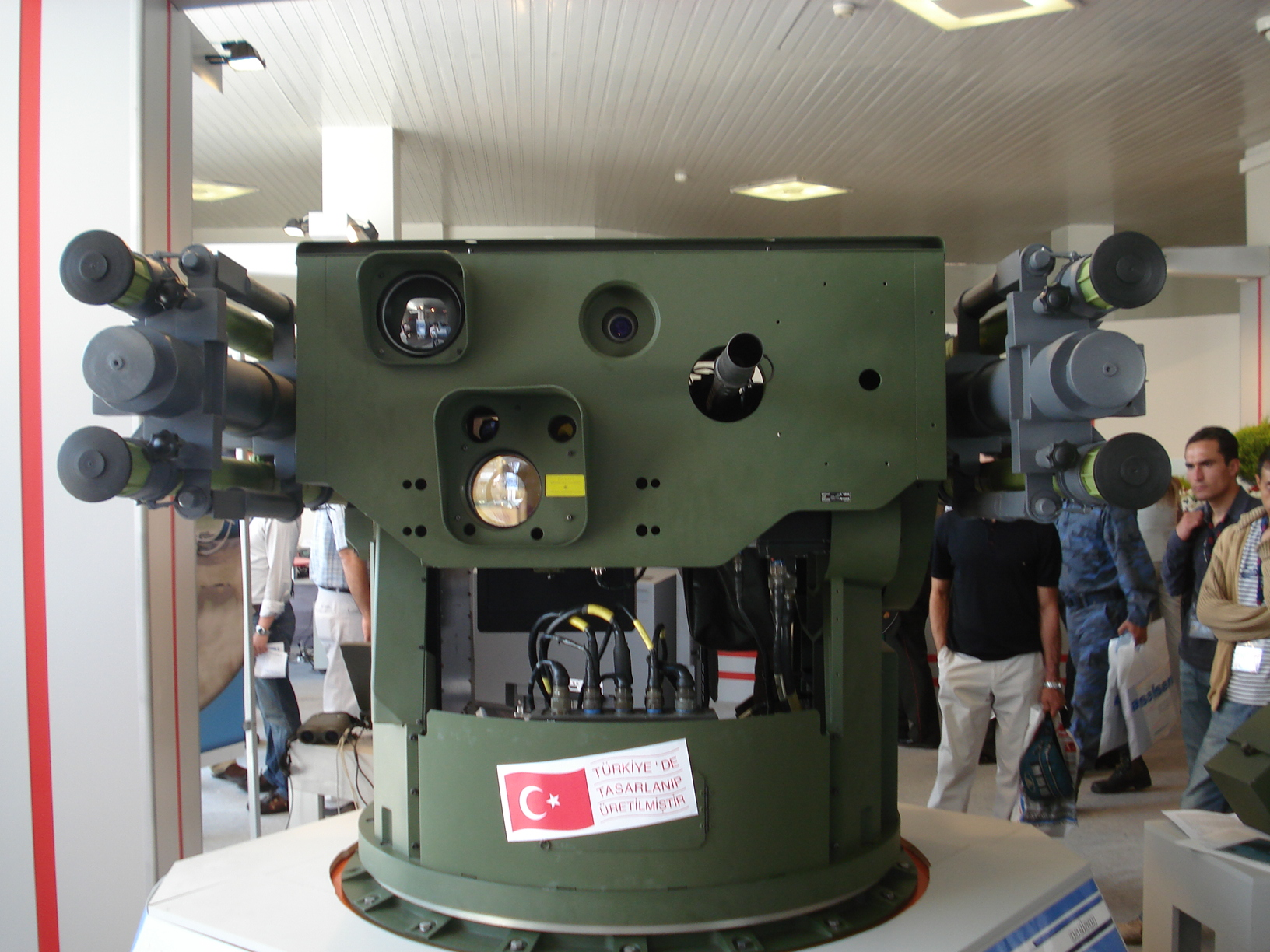
Платформа Zıpkın PMADS Stinger з автоматичним кулеметом калібру 12,7 мм та ракетними засобами протидії

## Організація
ASELSAN проектує, розробляє та виробляє сучасні електронні системи для військових і промислових клієнтів у Туреччині та за кордоном. Штаб-квартира компанії розташована на території Macunköy в Анкарі, Туреччина. Відповідно до сфери діяльності, ASELSAN організована в п’яти бізнес-секторах: 

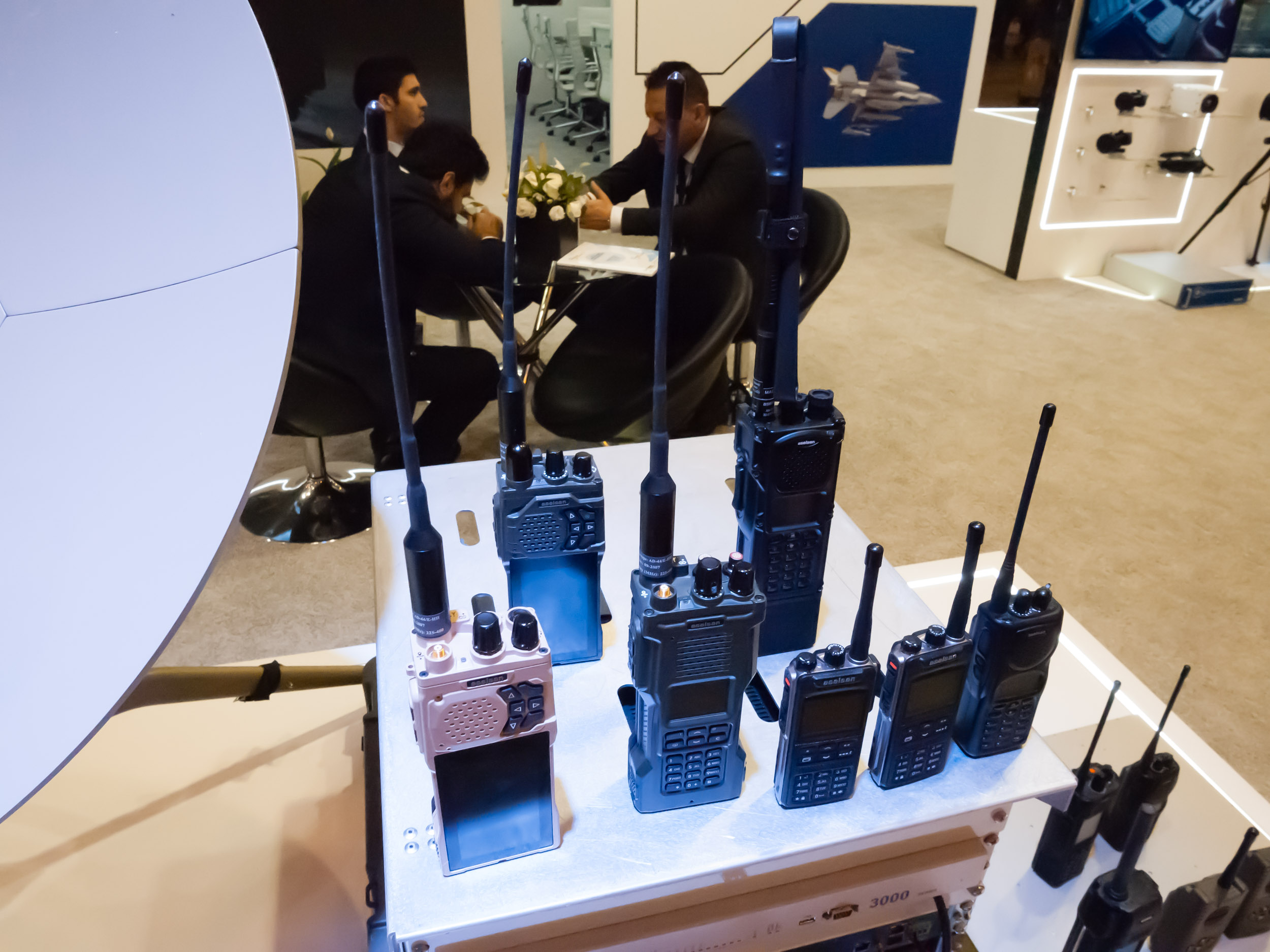
Військові засоби зв'язку Aselsan.

- Бізнес-сектор комунікаційних та інформаційних технологій (HBT),
- Бізнес-сектор мікроелектроніки, наведення та електрооптики (MGEO),
- Сектор радіолокації та систем електронної боротьби (REHIS),
- бізнес-сектор оборонних систем (SST),
- Бізнес-сектор транспорту, безпеки, енергетики та систем автоматизації (UGES).

Сектори HBT, REHIS, SST і UGES мають високотехнологічну та автоматизовану інфраструктуру в галузі проектування та виробництва на підприємствах Macunköy. Виробництво електроніки включає технологічний промисловий майданчик  для збірки багатошарових та сучасних друкованих плат, із можливістю їх системної інтеграції в продукцію. На виробництві також є сучасний майданчики для тестування. У той час як основний спектр продукції сектору HBT охоплює військові та професійні системи зв’язку, основні операції сектору REHIS зосереджені на радарах, радіоелектронній боротьбі, а основні операції сектору SST зосереджені на системах командного управління. Сектор MGEO виробляє гібридні мікроелектронні схеми, прилади нічного бачення, теплові камери, лазерні дальноміри/показники та інерціальні навігаційні системи на підприємствах Akyurt.
У всіх бізнес-секторах застосовуються методики, які відповідають військовим стандартам і ISO 9001, використовуючи технології автоматизованого проектування (CAD), автоматизованого проектування (CAE) і автоматизованого виробництва (CAM).
ASELSAN є членом TÜMAKÜDER  та IPC. 

## Можливості виробництва та міжнародна взаємодія

### Технологічний центр щодо розробки та виробництва радіолокаційних станцій та станції радіоелектронної боротьби
ASELSAN відкрив свій новий завод ( тур. ASELSAN Radar ve Elektronik Harp Teknoloji Merkezi) у районі Гьолбаші в Анкарі 16 березня 2015 року. Побудований протягом трьох років і вартістю 157 мільйонів доларів США завод призначений для виробництва радіолокаційного та радіоелектронного обладнання, необхідного для збройних сил Туреччини ( армії, флоту, повітряних сил ), космічних і безпілотних платформ. Об’єкт займає площу 75 000 м2 (810 000 фут2) . Всього в центрі працює 776 інженерів, 261 осіб технічного персоналу та понад 200 осіб допоміжного персоналу.
Технологічний центр призначений для проектування, досліджень і розробок, виробництва, випробувань і матеріально-технічної підтримки, перш за все, радіолокаційних систем протиповітряної оборони і  дальнього відстеження, а також інших радіолокаційних і радіоелектронних систем і антен, мікрохвильових силових модулів і програмного забезпечення для них.

### Міжнародна експансія
ASELSAN має асоційовані компанії в Азербайджані, Казахстані, Саудівській Аравії та Об'єднаних Арабських Еміратах. Крім того, у жовтні 2015 року компанія оголосила, що планує розширити свій південноафриканський бізнес «шляхом пошуку партнерства для створення приватної компанії зі свого місцевого відділення ASELSAN South Africa».

#### "Асельсан Баку"
Aselsan Baku була заснована 11 лютого 1998 року Aselsan в Азербайджані . В даний час вона виробляє цивільні та військові портативні радіостанції в Азербайджані. Капітал компанії був повністю інвестований Aselsan. Компанія, яка працюватиме у сферах продажів, технічного обслуговування, ремонту та виробництва і чий засновницький капітал визначений у розмірі 500 тисяч доларів США, стала першою компанією, заснованою Aselsan за кордоном. 
Лазерний комплект наведення, виготовлений компанією Aselsan у 2018 році, був інтегрований у боєприпаси, розроблені Азербайджаном. 

#### "Асельсан Україна"
Компанія "Aselsan Ukrain"e була заснована 1 вересня 2020 року Aselsan в Україні . 

#### "Aselsan Близький Схід"
Aselsan Middle East була заснована 19 липня 2012 року Aselsan в Йорданії .  

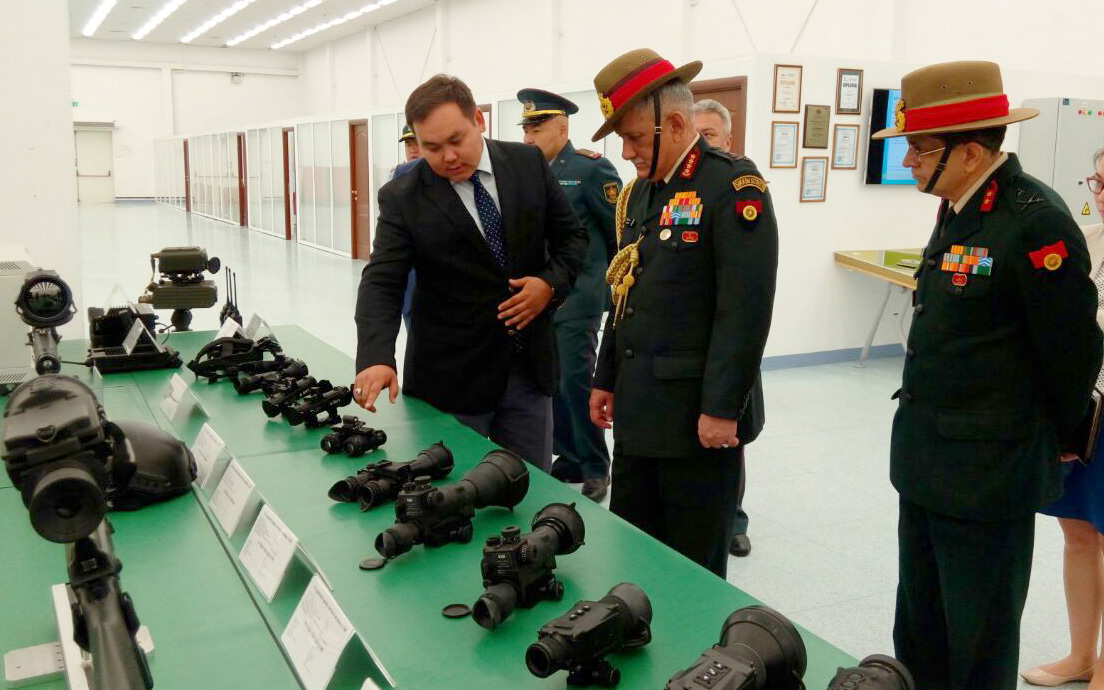
Інженерно-оборонна промислова база Асельсан, Казахстан.

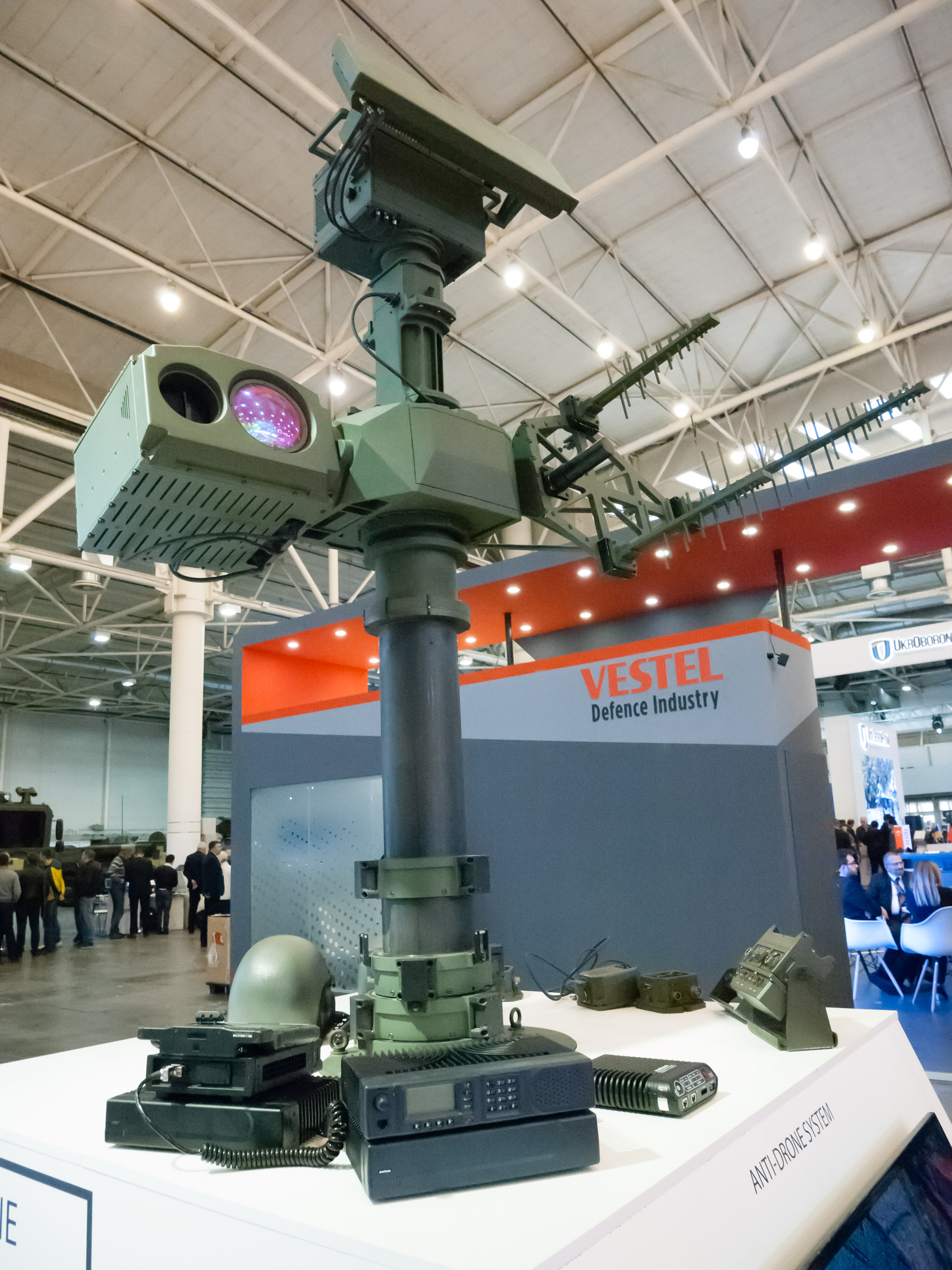
Система боротьби з дронами Aselsan

## Продукція
Aselsan представлена в багатьох сферах, особливо в постачанні продукції оборонної промисловості та дослідницькій діяльності. 
- Безпілотні надводні апарати ALBATROS-T [12]
- Безпілотні надводні апарати ALBATROS K [13]
- Проект десантного корабля-амфібії ( LST ) [14]
- ARI 1-T [15] вертокрилий мініатюрний БПЛА .
- Військовий пристрій маршрутизації та комутації AYAC [16]
- Системи перевірки біометричної цілісності та контролю доступу (БКДГКС) [17] [18] [19]
- Порівняння комунікаційних рішень
- EIRS
- Польовий військовий звʼязок  [20]
- Стаціонарні станції звʼязку та аксесуари [21]
- Система озброєння ЗАК GOKDENIZ
- Сімейство тактичних широкосмугових радіостанцій Ethernet GRC-5220
- Ракети Hisar
- Інтегровані морські системи зв'язку
- IP системи звязку
- ЗРК KALKAN[en]
- Сімейство безпілотних наземних апаратів KAPLAN [22]
- KORKUT - 35-мм самохідна зенітна установка (SPAAG)
- Система радіоелектронної боротьби (РЕБ) KORAL[en]
- Безпілотний надводний апарат (БпНА) LEVENT [23]
- Судна матеріально-технічного забезпечення (LDG)
- Проект розбудови флоту MİLGEM (в тому числі корвети типу "АДА")
- Безпілотний літальний апарат (БпЛА)  MIUS/MUAS [24]
- Військові модеми G.SHDSL
- Мобільна приймально-передавальна та ретрансляційна радіотехнічна апаратура – MATE
- Система управління мінометним вогнем
- Багатоцільовий десантний корабель (LHD)
- Мобільна диспетчерська вежа
- Тактична система наведення вогню
- Портативні радіопристрої та аксесуари
- Система транспортування боєприпасів (МТС) POYRAZ [25] [26]
- PRC V / UHF програмні портативні радіостанції
- Збройні станції з дистанційним керуванням, зокрема Aselsan SMASH, Aselsan STOP, Aselsan STAMP, Aselsan STAMP-2, Aselsan STAMP-G
- Ретранслятор і аксесуари для мобільних ретрансляторів
- Програмована активна/реактивна електронна система змішування SAPAN [27]
- Сервісний мініатюрний БПЛА [28]
- Система тактичного польового зв'язку TASMUS [29]
- Система наукової місії корабля сейсмічних досліджень TURKUAZ
- Автомобільні радіопристрої та аксесуари
- Автомобільна система дистанційного керування VRC-9661
- Безпілотний наземний апарат УКАП [30] [31] [32]
- Набір шоломів ZAMBAK
- Система протидії торпедам ZARGANA для підводних човнів